# Pontos extremos das Ilhas Feroe

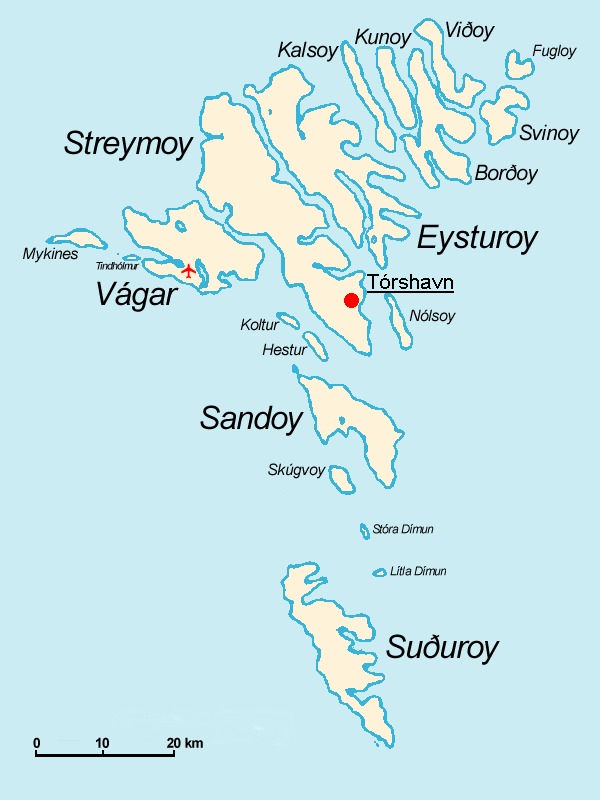
Mapa das Ilhas Faroé

Esta é a lista dos pontos extremos das Ilhas Feroe, onde estão as localidades mais ao norte, sul, leste e oeste no território feroês.

## Latitude e longitude
- Ponto mais setentrional: Viðoy (62° 24′ N, 6° 34′ O)
- Ponto mais meridional: arquipélago a sul de Suðuroy (61° 21′ N, 6° 40′ O)
- Ponto mais ocidental: ilhéu a oeste de Mykines (62° 06′ N, 7° 47′ O)
- Ponto mais oriental: Fugloy (62° 20′ N, 6° 16′ O)

## Elevações
- Ponto mais alto: Slættaratindur, Eysturoy, 882 m
- Ponto mais baixo: oceano Atlântico, 0 m